# 萨沃伊剧院

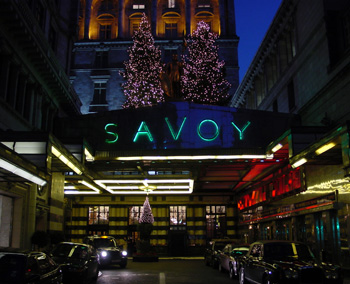
劇院和酒店入口

萨沃伊剧院（Savoy Theatre）是一座西区剧院，位于英国伦敦西敏市的河岸街。它开业于1881年10月10日，由理查德·多伊利·卡特兴建于昔日的萨沃伊宫遗址，演出吉爾伯特與沙利文的喜歌剧，例如《日本天皇》（The Mikado），称为薩伏依歌劇。 
萨沃伊剧院是世界上第一座完全采用电力照明的公共建筑。1889年，理查德·多伊利·卡特在剧院旁兴建了萨沃伊饭店。多年来，萨沃伊剧院由卡特家族经营。1929年，理查德之子鲁珀特重建剧院，1993年火灾后再度重建。这是一座二级星登录建筑。